# Alrik Åkerhielm
Alrik Åkerhielm af Margretelund, född 21 januari 1716 i Stockholm, död 15 februari 1797 i Ödeby församling, Örebro län, var en svensk militär och godsägare.

## Biografi
Alrik Åkerhielm af Margretelund föddes 1716 i Stockholm. Han var son till Samuel Åkerhielm af Margretelund (1684-1768) och Anna Christina Feif (1695-1758), som var dotter till ämbetsmannen Casten Feif (1662-1739). Åkerhielm blev student vid Kungliga akademien i Åbo 1729 och var från 1734 auskultant vid Åbo hovrätt. Han blev volontär vid livgardet 1737 och rustmästare där 1738. Han blev fänrik 7 augusti 1741 och löjtnant 21 maj 1747.  Han var under en tid i hessisk tjänst som kapten. Vid återkomsten till Sverige blev han kapten vid livgardet 29 augusti 1750 och utnämndes riddare av Svärdsorden 28 april 1757. Åkerhielm erhöll avsked 13 februari 1759. Han avled 1797 på Kägleholm i Ödeby socken.
Som godsägare drev han Kägleholm i Närke och  Medinge i Näsby socken, Västmanland, han ägde dessutom andelar i stamgodset Margretelund och friherrliga Feifska arvegodset Dylta i Axbergs socken. Åkerhielm var även verksam som boköversättare från franska till svenska. 

### Familj

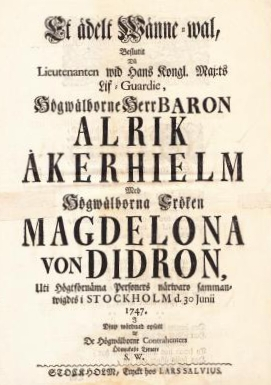
Vigsel program Alrik Åkerhielm och Magdelona von Didron 1747

Åkerhielm gifte sig första gången 30 juni 1747 i Stockholm med friherrinnan Magdalena Didron (1729–1758), dotter av generallöjtnanten Johan Fredrik Didron och Anna Fredrika von Schantz. De fick tillsammans barnen livdrabanten Samuel Fredrik Åkerhielm (1748–1800), Anna Magdalena Åkerhielm (1750–1802) som var gift med ryttmästaren Fredrik Ulrik Wingeflycht och Maria Gustava Åkerhielm (1752–1817) som var gift med ryttmästaren Alexander Lagerhjelm och ryttmästaren Adam Fredrik Storckenfeldt.
Åkerhielm gifte sig andra gången 14 augusti 1775 på Kägleholm med Brita Bergman (död 1814).